# NGC 5525
NGC 5525 (другие обозначения — UGC 9124, MCG 3-36-96, ZWG 103.132, PGC 50946) — линзообразная галактика (S0) в созвездии Волопас.
Этот объект входит в число перечисленных в оригинальной редакции «Нового общего каталога».
В галактике вспыхнула сверхновая SN 2009gf типа Ia, её пиковая видимая звездная величина составила 16,1.